# Kleinrössen

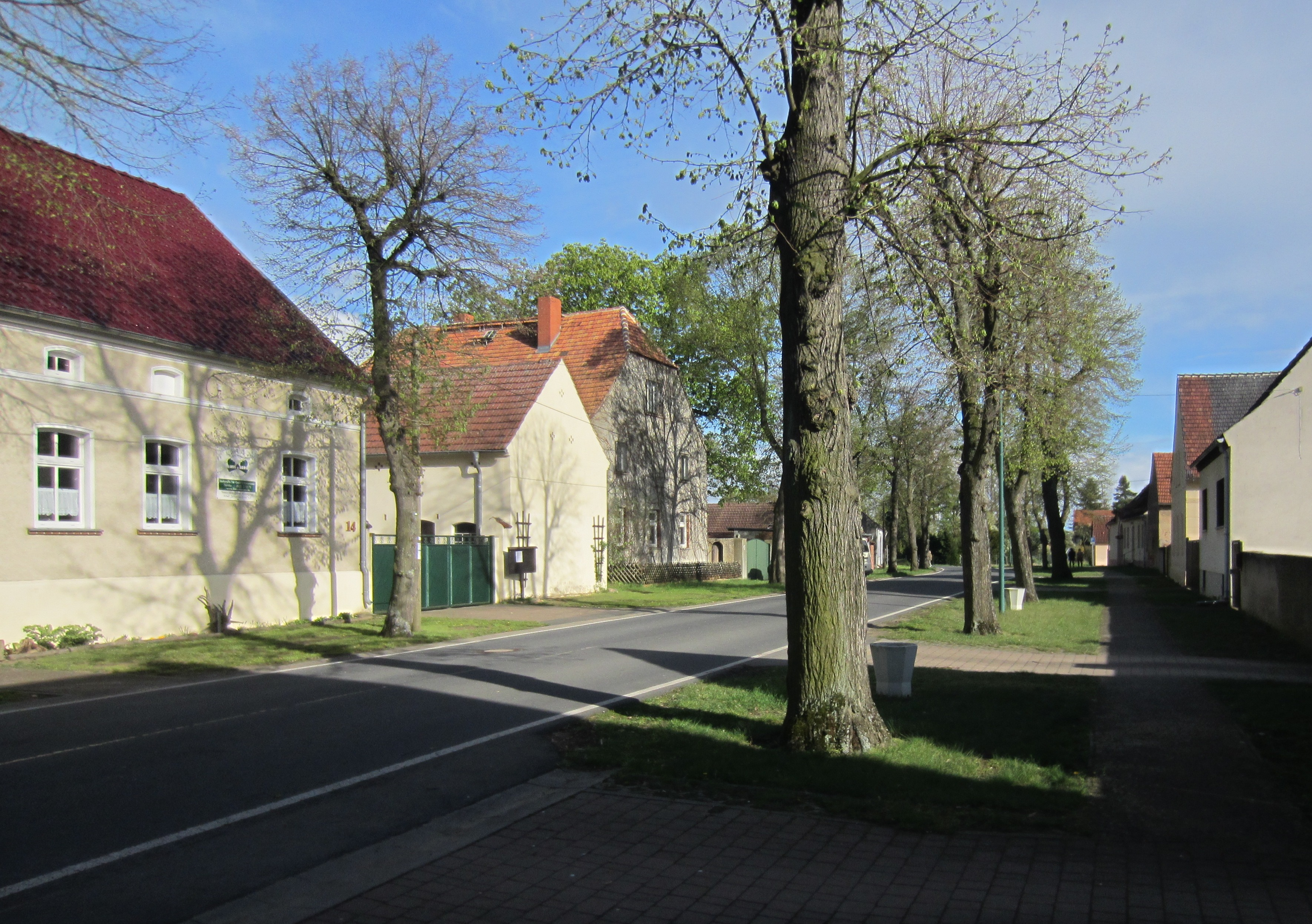
Kleinrössen

Kleinrössen ist ein Ortsteil der Stadt Falkenberg/Elster im südbrandenburgischen Landkreis Elbe-Elster und befindet sich etwa neun Kilometer nordöstlich der Kernstadt an der Landesstraße 673 linksseitig der Schwarzen Elster. In unmittelbarer Nähe des Ortsteils befinden sich das Naturschutzgebiet „Schweinert“ sowie das Landschaftsschutzgebiet „Elsteraue“.

## Geschichte

Kleinrössen auf einer geschichtlichen Karte des Kreises Liebenwerda (1910).

Kleinrössen wurde urkundlich erstmals 1419 als „Cleynen Rösen“ erwähnt.
Da die um 1500 errichtete Kirche im benachbarten Großrössen eine Tochterkirche der Pfarrkirche in Kleinrössen war, wird vermutet, dass Kleinrössen zur Zeit der Entstehung beider Dörfer wohl der bedeutendere Ort war. Die geschichtliche Entwicklung der beiden Orte ist eng miteinander verbunden.
1520 gehörte Kleinrössen zum Amt Schlieben und hatte 24 Hüfner und 4 Gärtner (zum Vergleich: Großrössen 4 Hüfner, 6 Gärtner). 1672 sind in Kleinrössen nur noch 1 Halbhüfner und 2 Kossäten, „die übrigen 7 Kossäten liegen wüste“.
Der Rittergutsbesitzer Rittmeister de Lettre, welchem Mitte des 19. Jahrhunderts auch das Gut in Neudeck gehörte, ließ 1905 die heute unter Denkmalschutz stehende Brücke über die Schwarze Elster errichten. Die Flächen des Rittergutes in Großrössen (Dorfstraße 1) wurden im Zuge der ab 1945 erfolgenden Bodenreform an 30 Umsiedler und Landarbeiter aufgeteilt.
Am 22. März 1970 erfolgte die Eingemeindung von Kleinrössen nach Großrössen, und am 31. Dezember 2001 wurden die beiden Orte gemeinsam mit Beyern, Kölsa und Rehfeld nach Falkenberg/Elster eingemeindet.

### Verwaltungszugehörigkeit
Kleinrössen gehörte bis 1815 zum kursächsischen Amt Schweinitz und ging danach in den preußischen Kreis Schweinitz ein. Ab 1952 gehörte der Ort zum Kreis Herzberg, welcher dann 1993 im Landkreis Elbe-Elster aufging.

### Einwohnerentwicklung
| 1875 | 100 |  | 1933 | 80  |  | 1964 | 130 |
| 1890 | 100 |  | 1939 | 80  |  | 1996 | 75  |
| 1910 | 90  |  | 1946 | 121 |  |      |     |
| 1925 | 87  |  | 1950 | 131 |  |      |     |

## Kultur und Sehenswürdigkeiten

### Sanfter Tourismus

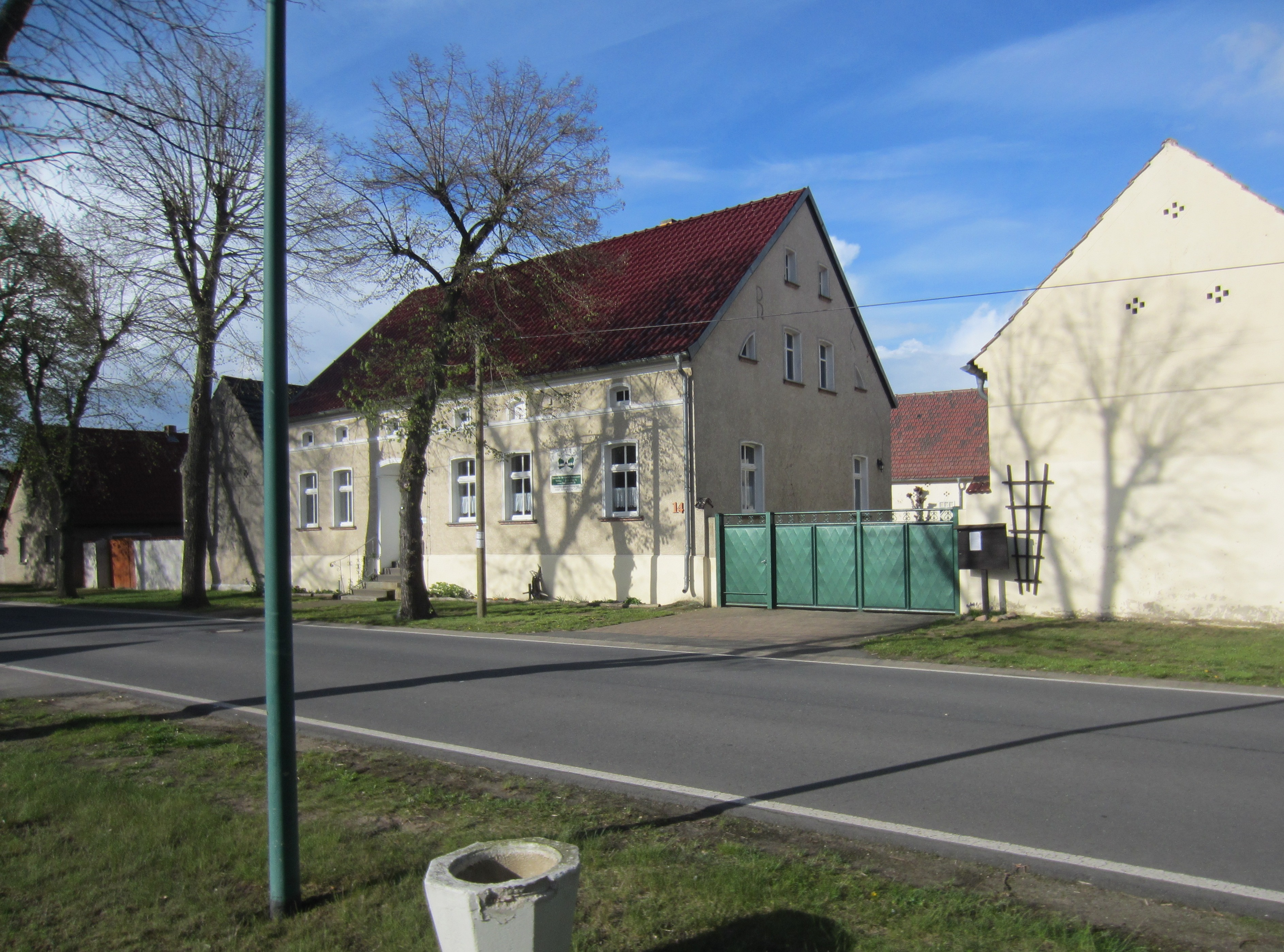
Naturschutzzentrum Kleinrössen

Im Ort befindet sich in einem um 1900 erbauten Bauernhof seit 1994 das Naturschutzzentrum Kleinrössen. Hier hat sich ein überregionaler sanfter Tourismus entwickelt, der sich auf das unmittelbar an der Einrichtung gelegene Naturschutzgebiet „Schweinert“ mit dem Hügelgräberfeld „Schweinert“ und auf das zwischen Uebigau und Herzberg gelegene Landschaftsschutzgebiet „Elsteraue“ konzentriert. Im Naturschutzzentrum finden in den Sommermonaten Familiensonntage statt, welche verbunden sind mit kleinen Konzerten und Gesangsveranstaltungen in der Kleinrössener Dorfkirche. Außerdem werden Führungen durch den Kräuter- und Bauerngarten sowie einen im „Schweinert“ angelegten Naturlehrpfad angeboten.
Durch Kleinrössen führt auch der etwa 100 Kilometer lange Schwarze-Elster-Radweg.

### Sehenswürdigkeiten
Im südlich des Ortsteils gelegenen Naturschutzgebiet „Schweinert“ befindet sich eines der größten Hügelgräberfelder Mitteleuropas aus der Bronzezeit. Hier erfolgte nach der Schlacht bei Mühlberg im April 1547 die Gefangennahme des sächsischen Kurfürsten Johann Friedrich I. durch Truppen des Heeres von Kaiser Karl V., in deren Folge der Schmalkaldische Krieg mit der Wittenberger Kapitulation endete.
Die Kleinrössener Dorfkirche befindet sich auf der Denkmalliste des Landes Brandenburg.
Unter Denkmalschutz steht auch eine über die Schwarze Elster führende dreibogige Brücke. Das Baudenkmal aus dem Jahre 1905 befindet sich zwischen Kleinrössen und Neudeck und ist ein Zeugnis des frühen Betonbaus der vorletzten Jahrhundertwende. Ein Schild an der Brücke berichtet: „Diese Brücke wurde 1945 durch eine mutige Tat des Bauern Otto Nicklisch vor der Zerstörung gerettet.“